# Großer Ahrensberg
Der Große Ahrensberg gehört mit 524,9 m ü. NN zu den höchsten Bergen des Sollings, der sich im südlichen Niedersachsen (Deutschland) befindet. 
Der stark bewaldete Berg liegt etwa 7 km (Luftlinie) westsüdwestlich von Dassel zwischen den Ortschaften Hellental und Schießhaus im Norden sowie Silberborn im Süden. Er befindet sich an der westlichen Flanke des Hellentaler Grabens, durch den die Helle fließt, und ist vom Naturpark Solling-Vogler umgeben. Jenseits bzw. südsüdöstlich dieses Grabens befindet sich die Große Blöße. 
Die Gegend des Großen Ahrensbergs gehört zum Wuchsbereich „Hoher Solling“ oberhalb von 400 m, den hohe Niederschläge und niedrige Temperaturen kennzeichnen. Diese klimatischen Bedingungen sind z. B. noch ausreichend für ein gutes Wachstum der Buche.
Im Gipfelbereich des Großen Ahrensbergs treffen sich Forst- bzw. Wanderwege.